# Rollman's
Rollman & Sons Co., ook bekend als Rollman's was een warenhuis in Cincinnati, Ohio. Het bedrijf was actief tussen 1867 en 1962.  

## Geschiedenis
In 1867 opende Isaac Rollman samen met zijn zonen een winkel op, op Fifth Street in Cincinnati. De winkel stond bekend als “Cincinnati’s most progressive store”. In de loop der tijd breidde de winkel steeds verder uit. In 1923 werd een nieuw gebouw van 12 verdiepingen geopend op de hoek met van Fifth Street en Vine Street. In 1947 breidde het warenhuis uit tot het naastgelegen Havlin Hotel. Op 24 oktober 1956 werd een filiaal geopend in het Swifton Center in Bond Hill. met een oppervlakte van bijna 13.000 m², verdeeld over drie verdiepingen.
In 1961 werd Rollman's samen het het warenhuis Mabley & Carew overgenomen door Allied Stores. Het filiaal in het Swifton Center werd direct omgedoopt in Mabley & Carew. De vlaggenschipwinkel van Rollman's werd na de overname gerenoveerd, waarna Mabley & Carew in 1962 van de overzijde van de straat  hiernaar toe verhuisde. Hiermee verdween de naam Rollman's.   